# 阿纳斯塔西娅·梅捷尔金娜
阿纳斯塔西娅·尼古拉耶芙娜·梅捷尔金娜（俄语：Анастасия Николаевна Метёлкина，2005年3月10日—），俄罗斯、格鲁吉亚女子花样滑冰运动员，2023–24青少年花样滑冰大奖赛总决赛双人滑金牌得主、2024年欧洲花样滑冰锦标赛双人滑银牌得主。